# Caumont-sur-Orne
Caumont-sur-Orne é uma ex-comuna francesa na região administrativa da Normandia, no departamento de Calvados. Estendeu-se por uma área de 0,92 km². Em 2010 a comuna tinha 84 habitantes (densidade: 91,3 hab./km²).
Em 1 de janeiro de 2016 foi fundida com as comunas de Thury-Harcourt, Curcy-sur-Orne, Hamars e Saint-Martin-de-Sallen para a criação da nova comuna de Le Hom.